# Fernando Ferreira Fonseca
Fernando Manuel Ferreira Fonseca (Porto, 14 maart 1997) is een Portugees voetballer die doorgaans speelt als rechtsback. In juli 2025 verliet hij AVS Futebol.

## Clubcarrière
Ferreira Fonseca speelde in de jeugd van Boavista en kwam in 2009 terecht in de opleiding van FC Porto. Voorafgaand aan het seizoen 2016/17 werd de verdediger overgeheveld naar het tweede elftal, dat onder leiding stond van Luís Castro. Een paar maanden later tekende Ferreira Fonseca een professioneel contract bij Porto tot medio 2020. Zijn debuut in het eerste elftal maakte hij op 6 mei 2017, toen door doelpunten van Otávio en Donald Djoussé eindigde het uitduel bij Marítimo in 1–1. Bij afwezigheid van vaste rechtsback Maximiliano Pereira mocht Ferreira Fonseca van coach Nuno in de basis beginnen en hij werd vijf minuten voor het einde van de wedstrijd gewisseld voor Rui Pedro. In de zomer van 2017 werd de vleugelverdediger voor de duur van één seizoen op huurbasis overgenomen door Estoril.
Medio 2019 nam Gil Vicente hem over van Porto. Bij zijn nieuwe club zette Ferreira Fonseca zijn handtekening onder een verbintenis voor de duur van twee seizoenen. Een jaar later nam Paços de Ferreira de vleugelverdediger over. In februari 2023 werd het contract van Fonseca in onderling overleg ontbonden. Een half seizoen later tekende hij voor AVS Futebol.

## Clubstatistieken
| Seizoen | Club              | Competitie      | Competitie | Competitie | Beker | Beker | Internationaal | Internationaal | Totaal | Totaal |
| Seizoen | Club              | Competitie      | Wed.       | Dlp.       | Wed.  | Dlp.  | Wed.           | Dlp.           | Wed.   | Dlp.   |
| ------- | ----------------- | --------------- | ---------- | ---------- | ----- | ----- | -------------- | -------------- | ------ | ------ |
| 2016/17 | FC Porto II       | Segunda Liga    | 29         | 0          | —     | —     | —              | —              | 29     | 0      |
| 2016/17 | FC Porto          | Primeira Liga   | 1          | 0          | 0     | 0     | 0              | 0              | 1      | 0      |
| 2017/18 | → Estoril         | Primeira Liga   | 19         | 0          | 0     | 0     | —              | —              | 19     | 0      |
| 2018/19 | FC Porto II       | Segunda Liga    | 3          | 0          | —     | —     | —              | —              | 3      | 0      |
| 2019/20 | Gil Vicente       | Primeira Liga   | 20         | 0          | 2     | 0     | —              | —              | 22     | 0      |
| 2020/21 | Paços de Ferreira | Primeira Liga   | 32         | 0          | 3     | 0     | —              | —              | 35     | 0      |
| 2021/22 | Paços de Ferreira | Primeira Liga   | 24         | 0          | 1     | 0     | 2              | 0              | 27     | 0      |
| 2022/23 | Paços de Ferreira | Primeira Liga   | 6          | 0          | 1     | 0     | —              | —              | 7      | 0      |
| 2023/24 | AVS Futebol       | Liga Portugal 2 | 24         | 0          | 4     | 0     | —              | —              | 28     | 0      |
| 2024/25 | AVS Futebol       | Primeira Liga   | 26         | 0          | 4     | 0     | —              | —              | 30     | 0      |
| Totaal  | Totaal            | Totaal          | 184        | 0          | 15    | 0     | 2              | 0              | 201    | 0      |

Bijgewerkt op 3 juli 2025.